# Paragwaj na Letnich Igrzyskach Olimpijskich 2000
Paragwaj na Letnich Igrzyskach Olimpijskich 2000 reprezentowało 5 zawodników, 2 mężczyzn i 3 kobiety.  Był to ósmy start reprezentacji Paragwaju na letnich igrzyskach olimpijskich.

## Skład kadry

### Lekkoatletyka
- Nery Kennedy - rzut oszczepem (odpadł w eliminacjach)
- Mariana Canillas - rzut dyskiem (odpadła w eliminacjach)

### Pływanie
- Antonio Leon Candia - 100 m stylem klasycznym (odpadł w eliminacjach)
- Andrea Prono - 100 m stylem grzbietowym (odpadła w eliminacjach)

### Tenis ziemny
- Rossana de los Ríos - gra pojedyncza (odpadła w 3 rundzie)